# Henry Pelham-Clinton (4. książę Newcastle)

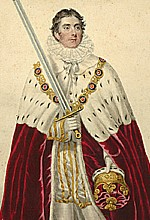
Jego Łaskawość 4. Książę Newcastle

Henry Pelham Pelham-Clinton (30 stycznia 1785 w Walton w Northamptonshire – 12 stycznia 1851 w Clumber) – brytyjski arystokrata i polityk, najstarszy syn Thomasa Pelham-Clintona, 3. księcia Newcastle i Anny Marii Stanhope, córki 2. hrabiego Harrington.
Tytuł księcia Newcastle wraz z przysługującym mu miejscem w Izbie Lordów odziedziczył już w 1795 r. po nagłej śmierci swojego ojca. Jego matka wyszła wkrótce za generała Charlesa Crauforda. Młody książę rozpoczął w wieku 10. lat edukację w Eton College, ale rychło przerwał naukę. Po pokoju w Amiens w 1803 r., kiedy na kontynencie zapanował spokój, wybrał się wraz z matką i ojczymem w podróż po Europie. Wkrótce znowu wybuchła wojna i Newcastle został internowany w Tours, gdzie przebywał aż do 1806 r.
Po powrocie książę objął stanowiska przynależne mu z racji pozycji społecznej – m.in. Lorda Namiestnika Northamptonshire, Stewarta Lasu Sherwood i Stewarta Folewood Park. Nigdy nie piastował urzędów centralnych, ale był bardzo aktywnym graczem sceny politycznej, zarówno w wymiarze lokalnym, jak i ogólnopaństwowym. W 1846 r. został jednym z liderów tzw. "Skrajnych Torysów" (Tory Ultras), który opowiadali się za zachowaniem tradycyjnej pozycji Państwa, Kościoła i arystokracji. Zdecydowanie sprzeciwiał się równouprawnieniu katolików oraz reformie wyborczej. Podczas prac nad Reform Bill Riots w 1831 r. jego zamek w Nottingham stał się kwaterą wszystkich znaczniejszych przeciwników reformy. Opozycja księcia nie przeszkodziła jednak uchwaleniu Reform Bill. Wskutek zmiany w podziale okręgów wyborczych, książę utracił wpływy w sześciu z nich – m.in. w Aldborough, Yorkshire i Newark.
18 lipca 1807 r. poślubił Georgianę Elisabeth Mundy (1 czerwca 1789 – 20 września 1822), córkę Edwarda Millera Mundy'ego i Georgiany Chadwick, córki Evelyna Chadwicka. Henry i Georgiana mieli razem siedmiu synów i sześć córki:
- Anna Maria Pelham-Clinton (1810 – 1822)
- Henry Pelham Pelham-Clinton (22 maja 1811 – 18 października 1864), 5. książę Newcastle
- Georgiana Pelham-Clinton (1812 – 1874)
- Charlotte Pelham-Clinton (1812 – 1886)
- Charles Pelham Pelham-Clinton (3 grudnia 1813 – 15 grudnia 1894), ożenił się z Elisabeth Grand, miał dzieci, jego prawnukiem był Edward Pelham-Clinton, 10. książę Newcastle
- Thomas Charles Pelham-Clinton (3 grudnia 1813 – 28 lutego 1882), ożenił się z Marianne Gritton, nie miał dzieci
- William Pelham-Clinton (1815 – 1850)
- Edward Pelham-Clinton (1816 – 1842)
- Caroline Augusta Pelham-Clinton (1818 – 3 czerwca 1898), żona sir Cornwallisa Rickettsa, 2. baroneta, miała dzieci
- Henrietta Pelham-Clinton (1819 – 19 sierpnia 1890), żona admirała Edwina D'Eyncourta, miała dzieci
- Robert Renebald Pelham-Clinton (15 października 1820 – 25 lipca 1867)
- nieznana z imienia córka (ur. i zm. 20 września 1822)
- George Pelham-Clinton (20 września – 3 października 1822)

Księżna Newcastle zmarła wydając na świat dwójkę najmłodszych dzieci. W połączeniu ze wcześniejszą śmiercią najstarszej córki był to wielki cios dla księcia, dla którego rodzina zawsze znajdowała się w centrum zainteresowania. Po śmierci żony książę sam zajął się wychowywaniem dzieci, ale jego surowe metody nie spotykały się z powszechnym uznaniem. Doprowadziło to do tego, że część dzieci księcia zerwała później wszelkie kontakty ze swoim ojcem.
Książę odziedziczył rodowe posiadłości już po śmierci swojego dziadka Henry'ego Clintona, 2. księcia Newcastle w 1794 r. Było to spowodowane tym, że Henry nie aprobował związku swojego syna z Anną Marią Stanhope i w ten sposób okazywał swoją dezaprobatę wobec poczynań syna. Książę objął posiadłości po dojściu do lat sprawnych. Za jego życia włości Pelhamów nie zostały powiększone, gdyż ani książę nie przejawiał szczególnego zainteresowania tymi kwestiami, ani jego żona nie wniosła mu w posagu ziemi lub majątku.
Książę zmarł po długiej chorobie (jej opis, A diary of 4th Duke last illness (1850-1851), jest przechowywany w Royal College of Physicians w Edynburgu) w 1851 r., przekazując włości i tytułu najstarszemu synowi. Po 4. księciu pozostała bogata korespondencja dotycząca spraw zarówno prywatnych jak i związanych z majątkiem, oraz dziennik pisany w latach 1822–1851.